# Sphenophryne dentata
Sphenophryne dentata es una especie de anfibio anuro de la familia Microhylidae. Se distribuye por la cordillera de Owen Stanley y la isla Normanby en Papúa Nueva Guinea entre los 60 y los 1550 metros de altitud. Puede encontrarse esta rana entre la hojarasca de selvas tropicales en zonas bajas y montanas. Se cree que se reproduce por desarrollo directo como otras especies de su género.